# Baureihe E16
De Baureihe 116, tot 1968 bekend als E16, was een elektrische locomotief bestemd voor het personenvervoer van de Deutsche Bundesbahn (DB).

## Geschiedenis
Deze locomotieven werden in de jaren 1920 ontwikkeld door Krauss-Maffei en door Brown, Boveri & Cie (BBC) voor trajecten in Zuid-Duitsland. De locomotieven zouden oorspronkelijk als Bayerische ES01 sneltreinlocomotieven worden gekenmerkt maar na overname door de DRG in 1920 werden locomotieven 1927 als E16 gekenmerkt.
Tijdens de Tweede Wereldoorlog werden de locomotieven E16 11 en E16 13 zwaar beschadigd en gesloopt. In 1967 werd locomotief E16 12 na een ongeval buiten dienst gesteld.

## Constructie en techniek
De locomotief heeft een stalen frame. Op het frame heeft voor en achter een loopas zonder aandrijving en daartussen vier assen met grote wielen die ieder door een elektrische motor worden aangedreven.

### Nummers
De locomotieven waren als volgt genummerd:
| Lijst van de E16 |                  |                       |             |
| Nummer DRG       | Eigenaar na 1945 | Nummer na 1968 / 1970 | Opmerkingen |
| E16 01           | DB               | 116 001               |             |
| E16 02           | DB               | 116 002               |             |
| E16 03           | DB               | 116 003               |             |
| E16 04           | DB               | 116 004               |             |
| E16 05           | DB               | 116 005               |             |
| E16 06           | DB               | 116 006               |             |
| E16 07           | DB               | 116 007               |             |
| E16 08           | DB               | 116 008               |             |
| E16 09           | DB               | 116 009               |             |
| E16 10           | DB               | 116 010               |             |
| E16 11           | DB               | 116 011               |             |
| E16 12           | DB               | 116 012               |             |
| E16 13           | DB               | 116 013               |             |
| E16 14           | DB               | 116 014               |             |
| E16 15           | DB               | 116 015               |             |
| E16 16           | DB               | 116 016               |             |
| E16 17           | DB               | 116 017               |             |
| E16 18           | DB               | 116 018               |             |
| E16 19           | DB               | 116 019               |             |
| E16 20           | DB               | 116 020               |             |
| E16 21           | DB               | 116 021               |             |
| E16 22           | DB               | 116 022               |             |
| E16 23           | DB               | 116 023               |             |